# آنابل اسمیت
آنابل اسمیت (انگلیسی: Anabelle Smith؛ زادهٔ ۳ فوریهٔ ۱۹۹۳) ورزشکار شیرجه اهل استرالیا است.
وی در مسابقات کشوری و بین‌المللی در مجموع برندهٔ ۵ مدال برنز شده‌است.